# Petition of Right
A Petition of Right, aprovada em 7 de junho de 1628, é um documento constitucional inglês que estabelece proteções individuais específicas contra o estado, supostamente de igual valor à Magna Carta e à Declaração de Direitos de 1689. Foi parte de um conflito mais amplo entre o Parlamento e a monarquia Stuart que levou às Guerras dos Três Reinos de 1638 a 1651, finalmente resolvidas na Revolução Gloriosa de 1688.
Após uma série de disputas com o Parlamento sobre a concessão de impostos, em 1627 Carlos I impôs "empréstimos forçados" e prendeu aqueles que se recusaram a pagar, sem julgamento. Isto foi seguido em 1628 pelo uso da lei marcial, obrigando os cidadãos privados a alimentar, vestir e acomodar soldados e marinheiros, o que implicava que o rei poderia privar qualquer indivíduo de propriedade, ou liberdade, sem justificativa. Uniu a oposição em todos os níveis da sociedade, particularmente naqueles elementos dos quais a monarquia dependia para apoio financeiro, arrecadação de impostos, administração de justiça etc., já que a riqueza simplesmente aumentava a vulnerabilidade.
Um comitê da Câmara dos Comuns preparou quatro "Resoluções", declarando cada uma delas ilegais, enquanto reafirmava a Magna Carta e o habeas corpus. Charles anteriormente dependia do apoio da Câmara dos Lordes contra os Comuns, mas sua disposição de trabalhar em conjunto o forçou a aceitar a Petição. Isso marcou uma nova etapa na crise constitucional, pois ficou claro que muitos em ambas as Casas não confiavam nele, ou em seus ministros, para interpretar a lei.
A Petição continua em vigor no Reino Unido e em partes da Commonwealth. Ele supostamente influenciou elementos do Massachusetts Body of Liberties, e a Terceira, Quinta, Sexta e Sétima emendas à Constituição dos Estados Unidos.